# Dissotis pachytricha
Dissotis pachytricha är en tvåhjärtbladig växtart som beskrevs av Ernest Friedrich Gilg och Robert Elias Fries. Dissotis pachytricha ingår i släktet Dissotis och familjen Melastomataceae. Inga underarter finns listade i Catalogue of Life.